# Wojciech Szczepanik (narciarz alpejski)
Wojciech Szczepanik (ur. 5 kwietnia 1988) – polski narciarz alpejski, trener narciarstwa alpejskiego oraz kolarz szosowy.
Reprezentant klubu AZS-AWF Katowice. Uczestnik Zimowej Uniwersjady 2013. Wicemistrz Polski w slalomie gigancie z roku 2010 oraz brązowy medalista mistrzostw Polski w slalomie gigancie z roku 2012. Zwycięzca Red Bull Zjazd na Krechę 2009.
Mistrz świata w kolarstwie szosowym (wyścig ze startu wspólnego) oraz wicemistrz świata (jazda indywidualna na czas) podczas UCI Gran Fondo World Series 2023.
Brązowy medalista Mistrzostw Polski Masters w kolarstwie szosowym w latach 2022 (jazda indywidualna na czas) oraz 2023 (jazda indywidualna na czas oraz wyścig ze startu wspólnego).